# Антиголоморфная функция
Антиголоморфные функции (также называемые антианалитическими) — семейство функций, тесно связанных с голоморфными функциями.

## Определение
Функция {\displaystyle f}, определённая на открытом подмножестве {\displaystyle D} комплексной плоскости, называется антиголоморфной, если её производная {\displaystyle {\frac {df}{d{\bar {z}}}}} по {\displaystyle {\bar {z}}} существует во всех точках этого множества. Это равносильно условию
{\displaystyle {\frac {\partial f}{\partial z}}=0}
где {\displaystyle {\frac {\partial f}{\partial z}}} — первая производная Виртингера. Этому условию можно придать вид, аналогичный условиям Коши — Римана:
{\displaystyle {\frac {\partial u}{\partial x}}=-{\frac {\partial v}{\partial y}}}
{\displaystyle {\frac {\partial u}{\partial y}}={\frac {\partial v}{\partial x}}}
где
{\displaystyle f(x,y)=u(x,y)+iv(x,y),\quad z=x+iy,\quad \{x,y,u,v\}\subset \mathbb {R} }
Функция, зависящая одновременно от {\displaystyle z} и {\displaystyle {\bar {z}}}, не является ни голоморфной, ни антиголоморфной.

## Свойства
- {\displaystyle f(z)} голоморфна в {\displaystyle D} тогда и только тогда, когда {\displaystyle f({\bar {z}})} антиголоморфна в {\displaystyle {\bar {D}}=\{{\bar {z}}|z\in D\}}.
- функция антиголоморфна тогда и только тогда, когда её можно разложить по степеням {\displaystyle {\bar {z}}} в окрестности каждой точки её области определения.
- {\displaystyle f(z)} голоморфна в {\displaystyle D} тогда и только тогда, когда {\displaystyle {\bar {f}}(z)} антиголоморфна в {\displaystyle D}.
- если функция одновременно голоморфна и антиголоморфна, то она постоянна на любой связной компоненте её области определения.